# Comarques del País Valencià
Les comarques del País Valencià són unes demarcacions territorials amb què s'ha estructurat tradicionalment el país des dels acabaments del segle xix. Abans ja en època foral, al segle xv el Regne de València es dividia en quarters, l'antecedent històric de la comarca, però amb l'annexió del país a la Corona de Castella pels Decrets de Nova Planta en 1707 el territori passà a formar una unitat administrativa provincial. Posteriorment, amb l'Espanya constitucional es dividí entre les demarcacions provincials de València, Alacant i Castelló.
En els anys 30 i a les primeries dels anys 60 del segle xx, però, comencen a proliferar descripcions concretes de delimitacions comarcals. De les dels anys 30 destaquen les de Felip Mateu i Emili Beüt. De les dels anys 60 en destaquen especialment dues: la proposta de Vicent Maria Rosselló i la de Joan Soler i Riber, ambdues de 1964 i publicades a partir de la dècada de 1970.
En 1987, la Generalitat Valenciana publicà una proposta oficial de Demarcacions Territorials Homologades (DTH) de tres graus, on el primer grau coincideix en gran manera amb el concepte territorial de comarca. La conseqüència pràctica d'eixes demarcacions, fins ara, s'ha limitat com a referència per la descentralització administrativa dels diferents serveis oferts per la Generalitat, com l'ensenyament, la sanitat, o l'agricultura. De fet, no hi ha una disposició legal necessària perquè aquestes DTH finalment tinguen la «incidència territorial» prevista, és a dir, òrgans polítics o administratius de nivell comarcal.
No obstant això, si bé les competències compartides entre diversos municipis s'articulen mitjançant la mancomunitat, la Llei de Règimen Local valenciana estableix que el país «s'organitza en municipis, comarques i províncies». Per la seua banda, l'Estatut d'Autonomia també contempla l'aprovació d'una llei per les Corts per a establir una divisió comarcal, la qual té la consideració d'una «circumscripció administrativa de la Generalitat i Entitats Locals».

## Comarques actuals
| Comarca                | Població (2022) | Extensió  | Densitat (hab./km²) | Capital              |
| ---------------------- | --------------- | --------- | ------------------- | -------------------- |
| Alacantí               | 494.685         | 673,57    | 734,4               | Alacant              |
| Alcoià                 | 110.639         | 539,66    | 205                 | Alcoi                |
| Alcalatén              | 13.908          | 648,68    | 21,4                | L'Alcora             |
| Alt Maestrat           | 6.299           | 663,16    | 9,5                 | Albocàsser           |
| Alt Millars            | 3.978           | 667,06    | 6                   | Cirat                |
| Alt Palància           | 24.595          | 965,15    | 25,5                | Sogorb               |
| Alt Vinalopó           | 52.576          | 644,76    | 81,5                | Villena              |
| Baix Maestrat          | 84.062          | 1.221,32  | 68,8                | Vinaròs              |
| Baix Segura            | 367.082         | 957,28    | 383,5               | Oriola               |
| Baix Vinalopó          | 301.635         | 488,78    | 617,1               | Elx                  |
| Camp de Morvedre       | 94.961          | 271,20    | 350,2               | Sagunt               |
| Camp de Túria          | 172.408         | 823,37    | 209,4               | Llíria               |
| Canal de Navarrés      | 15.624          | 709,29    | 22                  | Énguera              |
| Comtat                 | 28.020          | 377,77    | 74,2                | Cocentaina           |
| Costera                | 71.697          | 528,26    | 135,7               | Xàtiva               |
| Foia de Bunyol         | 45.090          | 817,37    | 55,2                | Xiva                 |
| Horta Nord             | 305.422         | 140,51    | 2.173,7             | Puçol                |
| Horta Sud              | 472.871         | 301       | 1.571               | Torrent              |
| Marina Alta            | 184.284         | 758,02    | 243,1               | Dénia                |
| Marina Baixa           | 192.624         | 578,67    | 332,9               | La Vila Joiosa       |
| Els Ports              | 6.648           | 904,07    | 7,4                 | Morella              |
| Plana Alta             | 257.573         | 957,29    | 269,1               | Castelló de la Plana |
| Plana Baixa            | 193.553         | 605,15    | 319,8               | Borriana             |
| Plana d'Utiel-Requena  | 37.536          | 1.721,03  | 21,8                | Requena              |
| Racó d'Ademús          | 2.189           | 370,22    | 5,9                 | Ademús               |
| Ribera Alta            | 225.216         | 970,04    | 232,2               | Alzira               |
| Ribera Baixa           | 81.245          | 276,81    | 293,5               | Sueca                |
| Serrania               | 16.604          | 1.405,28  | 11,8                | Xelva                |
| Safor                  | 175.227         | 429,80    | 407,7               | Gandia               |
| València               | 792.492         | 134,63    | 5.886,4             | València             |
| Vall d'Albaida         | 87.593          | 722,22    | 121,3               | Ontinyent            |
| Vall de Cofrents-Aiora | 9.582           | 1.141,15  | 8,4                 | Aiora                |
| Vinalopó Mitjà         | 170.049         | 797,99    | 213,1               | Elda                 |
| Total                  | 5.097.967       | 23.254,49 | 219,2               |                      |

1. ↑  En contextos aïllats, es pot prescindir de l'article davant del topònim de la comarca.

## Història
Els primers plantejaments sobre l'estructuració territorial basada en comarques sorgeixen en els anys 30 del segle xx des de sectors del valencianisme polític. L'objectiu és trobar la manera de cohesionar els territoris amb entitat històrica, de manera que servira de contrapés davant el centralisme administratiu espanyol. Així mateix, aquest debat no tenia lloc únicament al País Valencià, sinó també en altres països d'Espanya on es reivindica tradicionalment quotes d'autogovern cada vegada més amples. De fet, quan sorgí la primera proposta en 1933 de Felip Mateu i Llopis, pocs mesos abans Pau Vila hi havia plantejat la seua primera proposta comarcal per Catalunya. Un any després, en 1934, Emili Beüt i Belenguer exposa en una conferència una altra proposta comarcal, però la seua difusió resultà ser molt limitada, i no es publicaria fins a 1970 en Geografia elemental del Regne de València.
Per altra banda, els avantprojectes d'autonomia valenciana en la II República, preveien ja l'estructuració territorial del País Valencià en comarques. L'esclat de la Guerra civil espanyola en 1936 truncà el projecte autonomista valencià i, amb això, l'emergent valencianisme polític i el seu debat territorial. No obstant això, durant la dictadura de Franco hi seguiren plantejant-se propostes comarcals, si bé només des d'una òptica exclusivament fisiogràfica, històrica, i lingüística. Atés el caire polític del règim franquista d'ençà, no s'hi permetien plantejar divisions administratives diferents a la provincial. Així, durant aquesta època sorgiren les propostes de Querol Rosso en 1946, la de Vicenç M. Rosselló en 1964, i la de Manuel Sanchis i Guarner en 1966.
Encara que totes aquestes propostes no influïren gaire en l'àmbit social i polític, sí que tingueren una significativa importància en l'àmbit geogràfic i toponímic. De fet, van ser de base important per les propostes posteriors a 1970, ja de caràcter un poc més funcional i tenint en compte també el criteri demogràfic, comunicatiu i, per tant, administratiu, com la proposta del geògraf Antonio López Gómez en 1970, la de Joan Soler i Riber, en el mateix any, o la de Pérez Puchal en 1979. Finalment, és la proposta de Joan Soler, que es va fer amb la col·laboració de Sanchis Guarner i López Gómez, la proposta que assoleix més difusió i popularitat durant els anys 70 del segle xx, des dels àmbits polític, cultural, acadèmic, educatiu, i editorial del País Valencià.
No obstant això, durant la crispada tradició autonòmica valenciana, a principis dels anys 80, el blaverisme titlla de pancatalanista la proposta amb l'argument què superava els límits provincials establerts per establir-hi una altra en el marc dels Països Catalans. En conseqüència, el blaverisme utilitza la proposta d'Emili Beüt, deu anys després de ser publicat per Lo Rat Penat (el president del qual ençà era el mateix Beüt), en contraposició a la proposta de Joan Soler. Paradoxalment, en la proposta original de Beüt de 1934 difereix lleugerament de la publicada en 1971, de manera que en la proposta original les comarques també obviaven els límits provincials com, per exemple, la comarca de la Calderona, o la Serrania d'Alcoi.
Malgrat això, després de la creació de l'Ens Preautonòmic del País Valencià en 1978 i la seua comunitat autònoma en 1982, la proposta de Soler es fa servir com a base per la conformació de partits judicials, publicacions estadístiques oficials, àrees de salut, mapa escolar, etc. Amb l'aplicació pràctica d'aquesta proposta per part de la Generalitat Valenciana, es posen en relleu defectes estructurals a causa, principalment, d'una aplicació abusiva del criteri lingüístic i històric, en detriment de criteris urbanístics i econòmics. Amb l'intent d'esmenar-ho, sorgeixen les propostes de Maria José Ribera i Bernardí Cabrer en 1979, de PREVASA en 1981, o de José Honrubia en 1982.
Totes aquestes darreres propostes no replantegen integralment el concepte tradicional de la «comarca» com a unitat territorial, sinó que, tot i coincidir en una perspectiva marcadament economicista, parteixen fonamentalment de la proposta de Soler, el qual anà adquirint un caire quasi definitiu. No passa així amb altra proposta, plantejada en 1987 per V. M. Rosselló, Josep M. Bernabé i B. Cabrer, en què es defineix un concepte territorial diferent a la comarca tradicional, per la qual cosa, per evitar confusions conceptuals, la unitat s'anomena com a «governació», evocant una entitat administrativa que existí en època foral valenciana. No contrastant, malauradament, les delimitacions d'aquestes «governacions» resultaven ser, a grans trets, agrupacions de les comarques propostes per Soler. Si bé una divisió per «governacions» teòricament resultarien ser més funcionals per una descentralització administrativa, aquest concepte té importants limitacions pel que fa a cohesió territorial des del punt de vista sociopolític.

### Comarcalització en època autonòmica
L'Estatut d'Autonomia valencià contempla la creació d'una Llei de Comarcalització, i per això la Generalitat, en un principi, encarregà un estudi a una comissió formada per experts geògrafs i economistes, des d'on es feren diverses propostes per una primera proposta comarcal oficial. No obstant això, amb aquestes propostes no es reben amb prou voluntat política de dur-lo a terme per part dels governs autonòmics que se succeeixen a partir de 1987, amb Joan Lerma de President, i hui dia la Llei de Comarcalització segueix pendent. El decret núm. 170 de 28 d'octubre de 1985, la Generalitat demana un informe a la Conselleria d'Administració Pública per una eventual «creació de demarcacions funcionals amb incidència en el territori de la Comunitat Valenciana». Aquest informe es publicaria dos anys més tard, en 1987, en què s'establien unes Demarcacions Territorials Homologades (DTH) de tres graus. Aquesta proposta estableix unes agrupacions de municipis en les DTH de primer grau que coincideixen amb les delimitacions comarcals de Soler amb afegiments de la proposta de VM Rosselló, sobretot per la província d'Alacant. Mentrestant, la DTH de segon grau coincideix en gran manera amb el concepte de «governació» de Rosselló, resultant ser agrupacions de les DTH de primer grau; i les DTH de tercer grau, de més importància, coincideixen amb les delimitacions provincials.
Els governs del Partit Popular no van aprovar cap Llei de Comarcalització i la conseqüència pràctica d'aquestes demarcacions, de moment, s'ha limitat com a referència per la descentralització administrativa dels diferents serveis de la Generalitat, com l'educació, la sanitat, o l'agricultura. No existeix encara, per tant, cap «incidència territorial» prevista, és a dir, l'establiment d'òrgans polítics o administratius de nivell comarcal, com esdevé a Catalunya amb els Consells Comarcals, sinó que les competències compartides entre diversos municipis s'articulen mitjançant una mancomunitat, les delimitacions de les quals poden superar la comarca, però no la província, segons una legislació de 2018.
La Llei 8/2022, de 29 de desembre, de mesures fiscals, de gestió administrativa i financera, i d’organització de la Generalitat inclou una delimitació comarcal amb efectes purament cartogràfics, en la qual no apareix l'Horta Oest. A més a més, segons aquesta, Vilafranca pertany als Ports en comptes de l'Alt Maestrat; Atzeneta del Maestrat, Benafigos i Vistabella del Maestrat formen part de l'Alt Maestrat i no de l'Alcalatén; i la Serratella és de l'Alt Maestrat en lloc de la Plana Alta.

### Divisions històriques del País Valencià

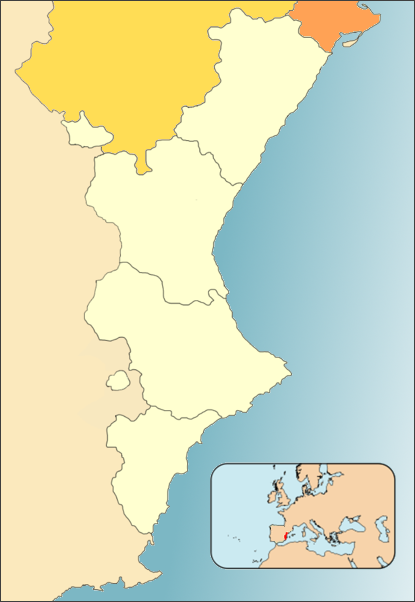
Divisió administrativa del Regne de València en quatre governacions

Una vegada completada la formació de l'antic Regne de València al segle xiv, el País Valencià va quedar dividit en governacions i quarters. Les Governacions tenien una extensió més gran i en concret una d'elles, la de València, va quedar subdividida en tres degut a la seua extensió, amb la qual cosa a efectes pràctics serien quatre les governacions en les quals es dividia el territori: Castelló, València, Xàtiva i Oriola, limitades interiorment i respectiva pels rius Uixò, Xúquer i Xixona.
Per sota d'aquesta divisió i a pesar d'haver transcorregut més de sis segles, estaven els quarters. Aquesta primera «divisió comarcal» valenciana en quarters és sorprenentment semblant a l'actual. La divisió territorial moderna inclou 31 comarques (sense desglossar l'Horta) i la medieval 26. Aquesta diferència es deu al fet que ni Requena ni Villena formaven part del Regne, i que segons el Tall de Drap el Baix i el Mitjà Vinalopó estaven units, com també ho estava l'Alt i el Baix Maestrat, la Marina Alta i Baixa, i la Canal de Navarrés i Xàtiva; en canvi, l'Alt Palància estava partit en dos, amb els centres a Sogorb i Xèrica.
En l'actualitat aquesta agrupació de comarques en una estructura territorial superior a la comarcal només s'ha impulsat tímidament a l'antiga Governació d'enllà del Xúquer amb l'intent de coordinació de les Comarques Centrals Valencianes.

## Altres propostes

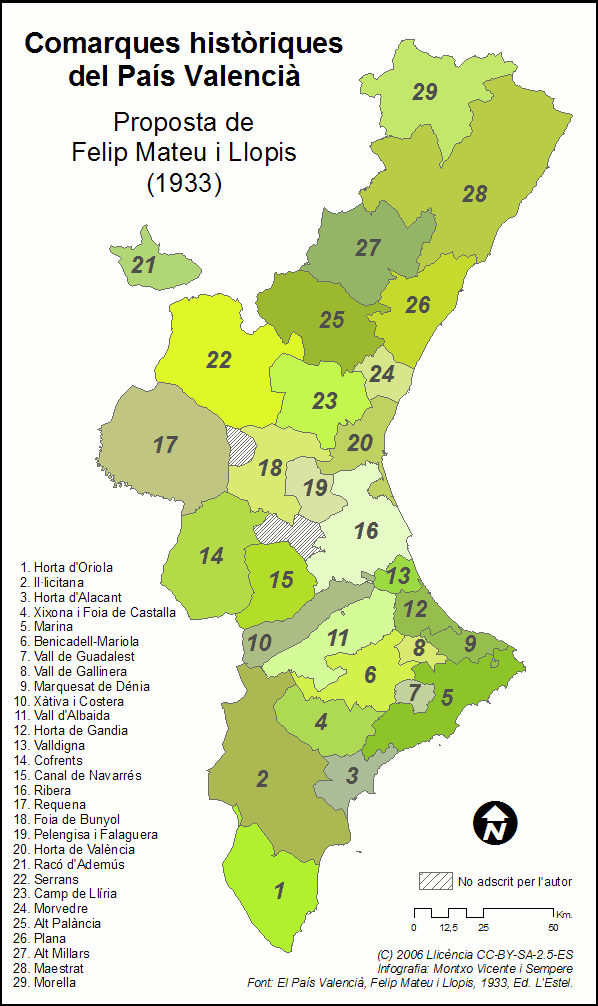
Primera proposta comarcal, de Felip Mateu i Llopis en l'any 1933.
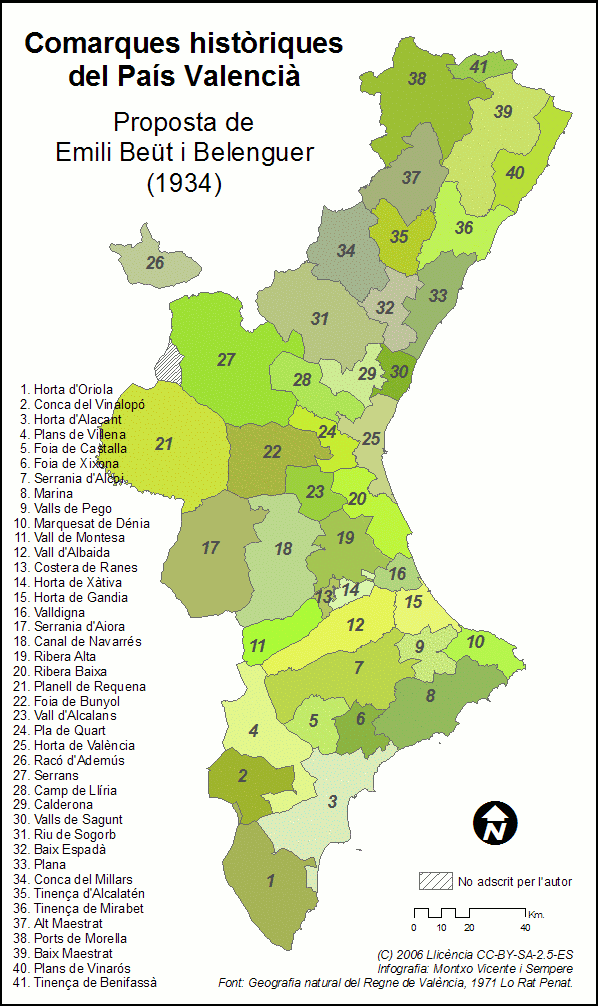
Comarques geogràficament "naturals", segons Emili Beüt i Belenguer, proposat en 1934.
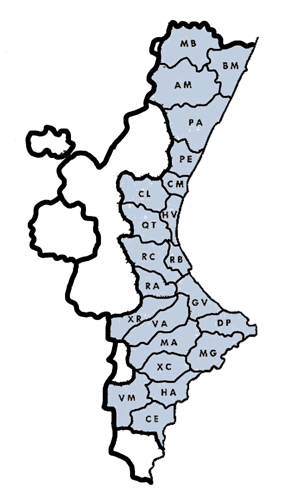
Comarques del País Valencià segons Manuel Sanchis i Guarner en l'any 1966
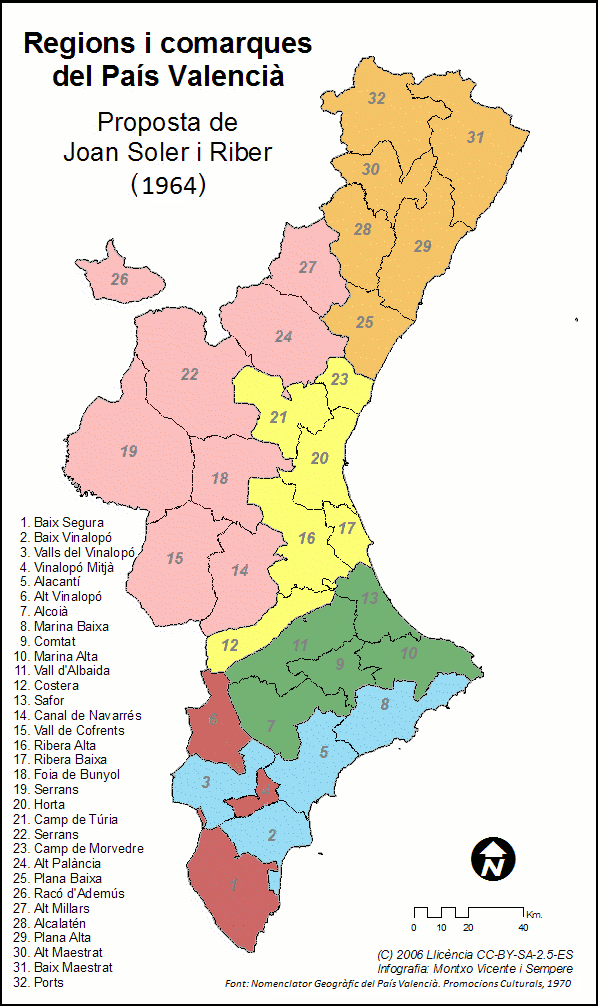
Proposta de Joan Soler i Riber en l'any 1970.
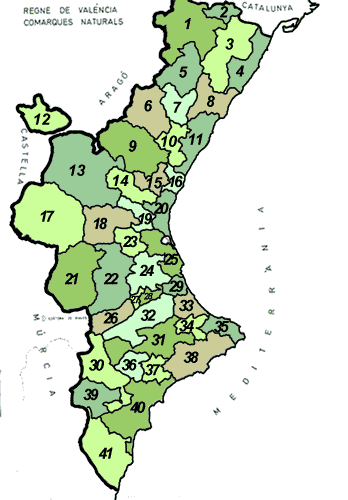
Comarques del Regne de València segons Emili Beüt en l'any 1934 (versió de 1971)
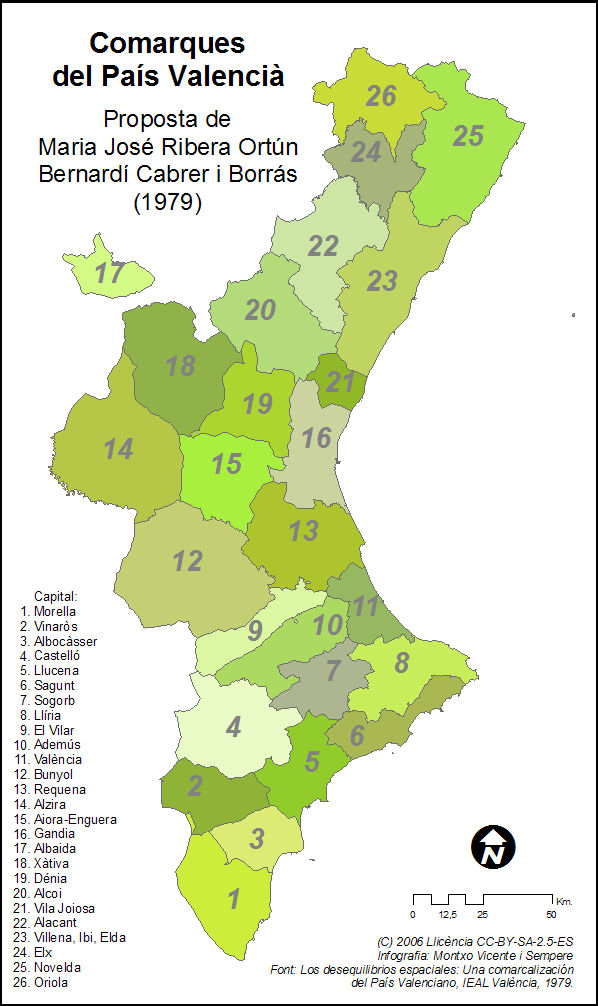
Proposta de Bernardí Cabrer i Ma. José Ribera en 1979.
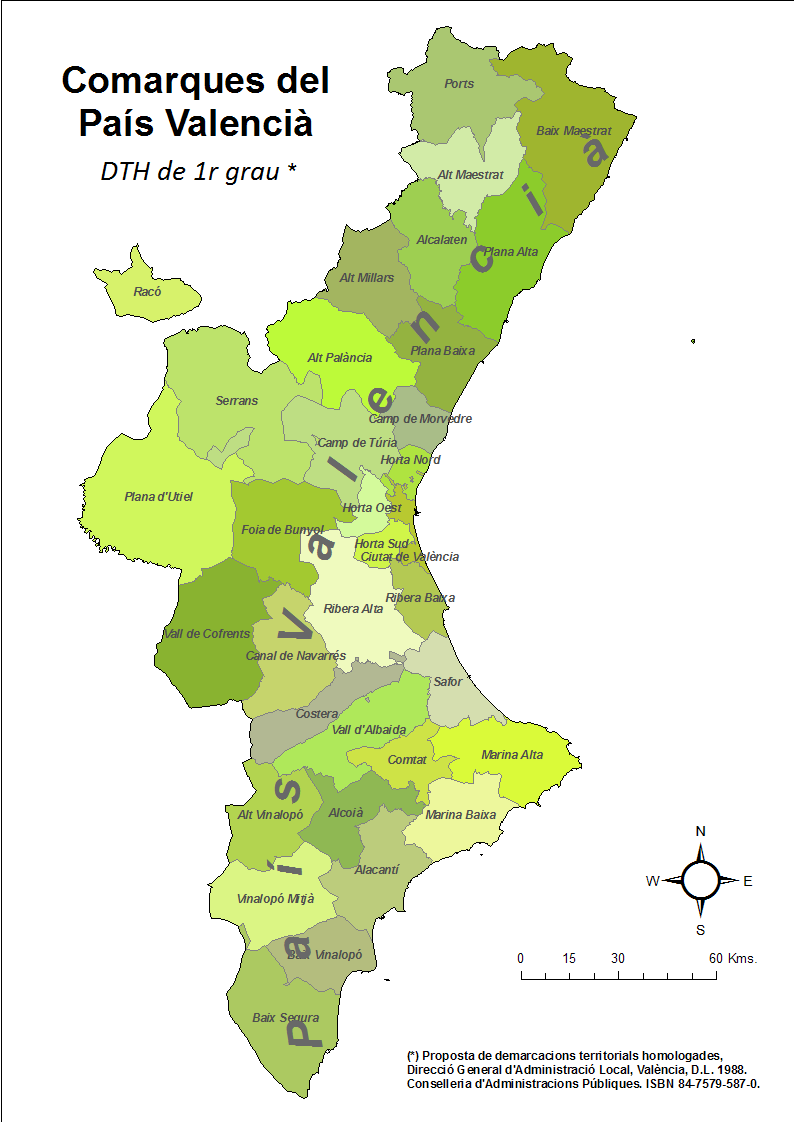
DTH oficial segons la Generalitat Valenciana des de l’any 1989 fins l’1 de gener del 2023.

### La classificació comarcal d'Emili Beüt
| Comarques naturals |                     |     |                      |     |                    |
| \| 1. \| Ports de Morella \| 2. \| Tinença de Benifassà \| 3. \| Baix Maestrat \| \| 4. \| Plans de Vinaròs \| 5. \| Alt Maestrat \| 6. \| Conca del Millars \| \| 7. \| Tinença d'Alcalatén \| 8. \| Tinença de Mirabet \| 9. \| Alt Palància \| \| 10. \| Baix Espadà \| 11. \| Plana \| 12. \| Racó d'Ademús \| \| 13. \| Serrania de Xelva \| 14. \| Camp de Llíria \| 15. \| Calderona \| \| 16. \| Valls de Morvedre \| 17. \| Pla de Requena \| 18. \| Foia de Bunyol \| \| 19. \| Pla de Quart \| 20. \| Horta de València \| 21. \| Serrania d'Aiora \| \| 22. \| Canal de Navarrès \| 23. \| Vall dels Alcalans \| 24. \| Ribera Alta \| \| 25. \| Ribera Baixa \| 26. \| Vall de Montesa \| 27. \| Costera de Ranes \| \| 28. \| Horta de Xàtiva \| 29. \| Valldigna \| 30. \| Plans de Villena \| \| 31. \| Serrania d'Alcoi \| 32. \| Vall d'Albaida \| 33. \| Horta de Gandia \| \| 34. \| Valls de Pego \| 35. \| Marquesat de Dénia \| 36. \| Foia de Castalla \| \| 37. \| Foia de Xixona \| 38. \| Marina \| 39. \| Conca del Vinalopó \| \| 40. \| Horta d'Alacant \| 41. \| Horta d'Oriola \| \| \| |                     |     |                      |     |                    |
| 1. | Ports de Morella    | 2.  | Tinença de Benifassà | 3.  | Baix Maestrat      |
| 4. | Plans de Vinaròs    | 5.  | Alt Maestrat         | 6.  | Conca del Millars  |
| 7. | Tinença d'Alcalatén | 8.  | Tinença de Mirabet   | 9.  | Alt Palància       |
| 10. | Baix Espadà         | 11. | Plana                | 12. | Racó d'Ademús      |
| 13. | Serrania de Xelva   | 14. | Camp de Llíria       | 15. | Calderona          |
| 16. | Valls de Morvedre   | 17. | Pla de Requena       | 18. | Foia de Bunyol     |
| 19. | Pla de Quart        | 20. | Horta de València    | 21. | Serrania d'Aiora   |
| 22. | Canal de Navarrès   | 23. | Vall dels Alcalans   | 24. | Ribera Alta        |
| 25. | Ribera Baixa        | 26. | Vall de Montesa      | 27. | Costera de Ranes   |
| 28. | Horta de Xàtiva     | 29. | Valldigna            | 30. | Plans de Villena   |
| 31. | Serrania d'Alcoi    | 32. | Vall d'Albaida       | 33. | Horta de Gandia    |
| 34. | Valls de Pego       | 35. | Marquesat de Dénia   | 36. | Foia de Castalla   |
| 37. | Foia de Xixona      | 38. | Marina               | 39. | Conca del Vinalopó |
| 40. | Horta d'Alacant     | 41. | Horta d'Oriola       |     |                    |

| 1.  | Ports de Morella    | 2.  | Tinença de Benifassà | 3.  | Baix Maestrat      |
| 4.  | Plans de Vinaròs    | 5.  | Alt Maestrat         | 6.  | Conca del Millars  |
| 7.  | Tinença d'Alcalatén | 8.  | Tinença de Mirabet   | 9.  | Alt Palància       |
| 10. | Baix Espadà         | 11. | Plana                | 12. | Racó d'Ademús      |
| 13. | Serrania de Xelva   | 14. | Camp de Llíria       | 15. | Calderona          |
| 16. | Valls de Morvedre   | 17. | Pla de Requena       | 18. | Foia de Bunyol     |
| 19. | Pla de Quart        | 20. | Horta de València    | 21. | Serrania d'Aiora   |
| 22. | Canal de Navarrès   | 23. | Vall dels Alcalans   | 24. | Ribera Alta        |
| 25. | Ribera Baixa        | 26. | Vall de Montesa      | 27. | Costera de Ranes   |
| 28. | Horta de Xàtiva     | 29. | Valldigna            | 30. | Plans de Villena   |
| 31. | Serrania d'Alcoi    | 32. | Vall d'Albaida       | 33. | Horta de Gandia    |
| 34. | Valls de Pego       | 35. | Marquesat de Dénia   | 36. | Foia de Castalla   |
| 37. | Foia de Xixona      | 38. | Marina               | 39. | Conca del Vinalopó |
| 40. | Horta d'Alacant     | 41. | Horta d'Oriola       |     |                    |